# Polyamia maeata
Polyamia maeata är en insektsart som beskrevs av Sinada och Blocker 1994. Polyamia maeata ingår i släktet Polyamia och familjen dvärgstritar. Inga underarter finns listade i Catalogue of Life.